# Melantos
Melantos (również Melanthos, gr. Μέλανθος) – w tradycji greckiej przedstawiciel dynastii Neleidów, król Pylos, a następnie Aten w XI wieku p.n.e., ojciec Kodrosa. Na liście królów ateńskich i w genealogii Neleidów należy do czwartego pokolenia po upadku Troi.
Melantos władał Pylos w chwili, gdy Dorowie pod wodzą Heraklidów najechali Peloponez od północy i stopniowo go sobie podporządkowywali. Według tradycji podzielili tereny półwyspu między siebie; Messenię – krainę, gdzie leżało Pylos – otrzymał Kresfontes. Neleidzi zmuszeni byli uciekać z ojczyzny, ostatecznie schroniwszy się w Attyce, która we wczesnym okresie najazdu pozostała nietknięta. Melanthos reprezentował Ateńczyków w walce z Beotami i został potem ogłoszony ich królem. Jego syn – Kodros – zdołał odeprzeć groźny atak Dorów, którzy zająwszy Megarydę uderzyli na Attykę. Z kolei młodszy syn Kodrosa, a zarazem wnuk Melantosa – Neleus – stanął ok. roku 1000 p.n.e. na czele tzw. wędrówki Jonów, która zdaniem Tukidydesa zakończyła okres anarchii na kontynencie greckim.